# Farida Jalal
Farida Jalal (New Delhi, 14 maart 1949) is een Indiase actrice. In een filmcarrière van bijna vijftig jaar speelde Jalal in meer dan 200 films in de Hindi-, de Telugu- en de Tamiltalige filmindustrie.

## Carrière
Jalal begon haar carrière in de jaren zestig met de film “Taqdeer” (1967). Ze speelde leidende en ondersteunende rollen in talloze films in de jaren zeventig en begin jaren tachtig. Haar belangrijke rollen waren in “Paras” (1971), “Henna” (1991) en “Dilwale Dulhania Le Jayenge” (1995), die allemaal de Filmfare Award voor beste vrouwelijke bijrol wonnen. Ze werd op den duur een moederrol en een symbool voor sterke vrouwelijke personages in India.
In 1994 won ze de “Filmfare Critics Award” voor de beste uitvoering voor haar rol in “Mammo”. In 2012 won ze de prijs voor beste actrice op het Harlem International Film Festival 2012 voor haar rol in “A Gran Plan”.

## Filmografie
- 1961: Chaudhvin Ka Chand
- 1964: Jahan Ara
- 1966: Gabroo Desh Punjab De
- 1967: Taqdeer
- 1968: Baharon Ki Manzil
- 1969: Aradhana
- 1969: Mahal
- 1970: Puraskar
- 1970: Naya Raasta
- 1970: Gopi
- 1970: Devi
- 1971: Pyar Ki Kahani
- 1971: Paras
- 1971: Lagan
- 1971: Khoj
- 1972: Doctor X
- 1972: Amar Prem
- 1972: Zindagi Zindagi
- 1972: Rivaaj
- 1972: Buniyaad
- 1972: Bees Saal Pehle
- 1972: Aankh Micholi
- 1973: Basti Aur Bazaar
- 1973: Raja Rani
- 1973: Loafer
- 1973: Bobby
- 1973: Heera
- 1973: Achanak
- 1974: Asliyat
- 1974: Naya Din Nai Raat
- 1974: Majboor
- 1974: Jeevan Rekha
- 1975: Dharmatma
- 1975: Khushboo
- 1975: Aakraman
- 1975: Kala Sona
- 1975: Uljhan
- 1975: Sankalp
- 1975: Do Jasoos
- 1975: Dhoti Lota Aur Chowpatty
- 1976: Sabse Bada Rupaiya
- 1976: Shaque
- 1976: Lagaam
- 1976: Koi Jeeta Koi Haara
- 1976: Bundal Baaz
- 1977: Shatranj Ke Khilari
- 1977: Palkon Ki Chhaon Mein
- 1977: Kasum Khoon Ki
- 1977: Alaap
- 1977: Abhi To Jee Lein
- 1977: Aakhri Goli
- 1978: Ganga Ki Saugand
- 1978: Naya Daur
- 1978: Nawab Sahib
- 1979: Aulea-E-Islam
- 1979: Atmaram
- 1979: Jurmana
- 1979: Dhongee
- 1979: Do Hawaldar
- 1980: Chambal Ki Kasam
- 1980: Patthar Se Takkar
- 1980: Abdullah
- 1981: Jwala Daku
- 1981: Kanhaiyaa
- 1981: Yaarana
- 1983: Salam E Mohabbat
- 1983: Mangal Pandey
- 1984: Bandh Honth
- 1987: Pushpak
- 1991: Henna
- 1992: Bahu Beta Aur Maa
- 1992: Paayal
- 1992: Bekhudi
- 1992: Kal Ki Awaz
- 1992: Bandhu
- 1992: Dil Aashna Hai
- 1993: Dekh Bhai Dekh
- 1993: Gardish
- 1994: Elaan
- 1994: Dulaara
- 1994: Laadla
- 1994: Mammo
- 1994: Krantiveer
- 1995: Jawab
- 1995: Jai Vikraanta
- 1995: Veergati
- 1995: Dilwale Dulhania Le Jayenge
- 1996: Rajkumar
- 1996: Loafer
- 1996: Dushman Duniya Ka
- 1996: Diljale
- 1996: Shastra
- 1996: Raja Hindustani
- 1996: Ajay
- 1996: Angaara
- 1997: Junoon
- 1997: Judaai
- 1997: Lahoo Ke Do Rang
- 1997: Ziddi
- 1997: Mrityudaata
- 1997: Dil To Pagal Hai
- 1997: Aflatoon
- 1997: Saat Rang Ke Sapne
- 1997: Mohabbat
- 1998: Zor: Never Underestimate the Force
- 1998: Salaakhen
- 1998: Duplicate
- 1998: Jab Pyaar Kisise Hota Hai
- 1998: Angaar Vadee
- 1998: Soldier
- 1998: Kuch Kuch Hota Hai
- 1999: Hindustan Ki Kasam
- 1999: Khoobsurat
- 1999: Dil Kya Kare
- 2000: Kaho Naa ... Pyaar Hai
- 2000: Dulhan Hum Le Jayenge
- 2000: Pukar
- 2000: Khauff
- 2000: Kya Kehna
- 2000: Bichhoo
- 2000: Tera Jadoo Chal Gayaa
- 2000: Kaali Topi Lal Rumaal
- 2000: Gaja Gamini
- 2001: Farz
- 2001: Zubeidaa
- 2001: Chori Chori Chupke Chupke
- 2001: Lajja
- 2001: Moksha: Salvation
- 2001: Kabhi Khushi Kabhie Gham
- 2002: Pyaar Diwana Hota Hai
- 2002: The Legend of Bhagat Singh
- 2002: Badhaai Ho Badhaai
- 2002: Kuch Tum Kaho Kuch Hum Kahein
- 2002: Deewangee
- 2003: Aapko Pehle Bhi Kahin Dekha Hai
- 2003: Kaise Kahoon Ke … Pyaar Hai
- 2003: Main Prem Ki Diwani Hoon
- 2003: Jaal: The Trap
- 2003: Fun2shh … Dudes in the 10th Century
- 2003: Pinjar: Beyond Boundaries …
- 2004: Shararat
- 2004: Garv: Pride and Honour
- 2004: Taarzan: The Wonder Car
- 2005: A Sublime Love Story: Barsaat
- 2005: Pyaar Mein Twist
- 2006: Aryan: Unbreakable
- 2007: Big Brother
- 2007: Chalte Chalte
- 2008: Yaariyan
- 2008: Balika Vadhu
- 2009: Kal Kissne Dekha
- 2010: Krantiveer: The Revolution
- 2010: Aashayein
- 2010: Khuda Kasam
- 2011: Chala Mussaddi – Office Office
- 2011: Love Breakups Zindagi
- 2012: Chaar Din Ki Chandni
- 2012: Yeh Jo Mohabbat Hai
- 2012: 498A-The Wedding Gift
- 2012: Student of the Year
- 2012: A Gran Plan
- 2013: Raqt
- 2014: Kaash Tum Hote
- 2015: Bezubaan Ishq
- 2017: Sargoshiyan
- 2017: I'm Not A Terrorist
- 2018: Batti Gul Meter Chalu
- 2020: Jawaani Jaaneman